# ديك ميرفي
ديك ميرفي (10 مارس 1921 - 22 أكتوبر 1973 في الولايات المتحدة) (بالإنجليزية: Dick Murphy)‏ هو لاعب كرة سلة أمريكي في مركز هجوم خلفي. لعب مع بوسطن سيلتكس ونيويورك نيكس.

## وصلات خارجية
- ديك ميرفي على موقع إن بي أي (الإنجليزية)
- ديك ميرفي على موقع سبورتس رفرنس (الإنجليزية)
- ديك ميرفي على موقع ريلجم (الإنجليزية)
- ديك ميرفي على موقع بروبوليرز (الإنجليزية)